# Marchwart Biberli
Marchwart Biberli OP (auch Marquard Biberli; geboren um 1265 in Zürich; gestorben um 1330) war ein Schweizer Dominikaner. Er war Lesemeister, ab 1325 Prior im Predigerkloster Zürich und gilt als erster Verfasser einer vollständigen deutschsprachigen Bibelübersetzung.

## Leben
Biberli stammte aus einer bürgerlichen, einflussreichen und gebildeten Zürcher Ratsherrenfamilie. Er wurde Dominikanerbruder, 1320 wurde er Lesemeister und 1325 Prior des Predigerklosters Zürich. Er schenkte 1326 dem Berner Konvent juristische und theologische Bücher. Er gilt als Verfasser der ältesten vollständigen deutschsprachigen Bibelübersetzung, von der nur ein Exemplar in Wien ganz erhalten ist als Codex Vindob. 2769–2770. Es war eine sprachlich ausgefeilte Wort-für-Wort-Übersetzung, die vor allem der ordensinternen Ausbildung der Dominikanerinnen im alemannischen Raum diente, die nur wenig Latein verstanden. Im 15. Jahrhundert fand sie durch Diebolt Lauber und seine Werkstatt eine erneute Verbreitung. Biberli könnte auch der Urheber und Schreiber einer Legendensammlung für Nonnen sein, die mystisch-didaktischen Charakter hatte.